# Prawo cytatu
Prawo cytatu – potoczne określenie wyjątku w prawie autorskim zezwalającego na wykorzystanie niewielkich fragmentów cudzej twórczości we własnych utworach bez konieczności uzyskania zgody twórcy.
Podobne rozwiązania prawne wprowadzono w wielu krajach świata, jednak ich zakres jest różny w zależności od jurysdykcji. Przykładowo prawo niemieckie wymaga, by cytat służył krytyce, recenzji i podobnym celom, holenderskie zezwala dodatkowo na szeroko rozumiane „obwieszczanie”, a polska ustawa nie zawiera ograniczonego katalogu celów cytatu.

## Funkcja
Przytaczanie cudzej twórczości ma długą historię i odgrywa istotną rolę w kulturze, m.in. w obiegu informacji, nauce i oświacie, dziedzinach artystycznych. Pozwala ono na zachowanie ciągłości kultury i jest „jednym z ważniejszych w praktyce ograniczeń prawnego monopolu twórcy”. „Ta postać dozwolonego użytku (…) jest chyba jedną z «najmocniejszych», najbardziej usprawiedliwionych” .

## Historia
Zanim prawo cytatu pojawiło się w aktach normatywnych, było stosowane w praktyce. W tekstach cytowano od ok. XVI – XVII wieku, gdy zaczęto przywiązywać wagę do rzetelnego powoływania się na autorytety. Świadome, celowe powtarzanie wcześniejszych struktur muzycznych w nowych utworach praktykowano od czasu, gdy pojawiła się polifonia, a cytaty w plastyce stosowano w przynajmniej od średniowiecza, gdy malowano filakterie. Słowo „cytat” jako określenie dopuszczalnego przytoczenia wcześniejszego tekstu upowszechniło się w językach europejskich na początku Oświecenia. W 1812, w okresie powstawania pierwszych ustaw autorskoprawnych, Charles Nodier napisał, że „nie można usprawiedliwiać żadnych zapożyczeń z wcześniejszych dzieł, z wyjątkiem cytatów”.
Ustawy XIX-wieczne znały już prawo cytatu. Przykładowo w krajach niemieckich, ustawa Związku Niemieckiego z 1837 zakazywała kopiowania utworów i wymieniała wyjątki od tej reguły. Wśród nich znalazł się przepis zezwalający na „dosłowne przytaczanie pojedynczych fragmentów wydrukowanego dzieła”. Następna ustawa z 1870 legalizowała cytowanie obszerniejszych fragmentów i określała cel cytatu jako dydaktyczno-naukowy. Wprowadziła też obowiązek podania autora lub źródła cytatu. Ustawa z 1876 zezwalała na cytowanie całych utworów plastycznych do zilustrowania tekstu.

## Prawo międzynarodowe i unijne
W pierwszej wersji konwencji berneńskiej z 1886 w art. 10 wspomniano o „zapożyczaniu” z utworów w celach edukacyjnych i naukowych oraz w celu tworzenia edukacyjnych zbiorów cytatów (chrestomatii). W myśl tego przepisu obowiązujące regulacje miały zostać ustalone w innych umowach międzynarodowych. W 1948, w redakcji brukselskiej, ustanowiono konwencyjne minimum prawa cytatu. Jednak użyte wtedy sformułowania były ogólne, a jednocześnie zbyt wąskie w stosunku do społecznych realiów. W art. 10-bis dopuszczono zamieszczanie „krótkich” cytatów z okazji sprawozdań o aktualnych wydarzeniach jedynie w gazetach i czasopismach; pominięto cytat objaśniający i dydaktyczny. W 1967, w redakcji sztokholmskiej, ustalono obecnie (2017 r.) obowiązujący standard. Usunięto wymóg „krótkości” cytatu i ograniczenie miejsca cytowania do gazet oraz czasopism, a wprowadzono: wymóg uprzedniego rozpowszechnienia utworu, zgodności z przyjętymi zwyczajami (co ocenia się w świetle testu trójstopniowego) i cytowania w stopniu uzasadnionym przez zamierzony cel.
W Unii Europejskiej przepisy regulujące prawo cytatu znalazły się w art. 6 ust. 2 lit b) i art. 9 dyrektywy 96/9/WE o ochronie baz danych i art. 5 ust. 3 lit d) dyrektywy 2001/29/WE, tzw. „internetowej”. Druga z nich uwzględnia wymogi z konwencji berneńskiej (uprzednie rozpowszechnienie utworu źródłowego, zgodność cytatu z uczciwymi praktykami, rozmiar cytatu usprawiedliwiony przez cel cytatu), określa, że dozwolony cytat ma służyć celom takim jak krytyka lub recenzja i zobowiązuje do podania źródła, łącznie z nazwiskiem autora, poza przypadkami, w których okaże się to niemożliwe. Wskazywano także dwie inne postacie dozwolonego użytku zawarte w dyrektywie 29/2001/WE zbliżone do prawa cytatu: art. 5 ust. 3 lit. a), f) oraz k).